# Medalla Conmemorativa XX Aniversario de las Fuerzas Armadas Revolucionarias
La Medalla Conmemorativa XX Aniversario de las Fuerzas Armadas Revolucionarias es una medalla conmemorativa de la República de Cuba, se estableció el 23 de noviembre de 1976 mediante Ley N.º 1314, ratificada por Decreto-Ley N.º 30 de 10 de diciembre de 1979. Creada para conmemorar el vigésimo aniversario de la fundación del Ejército Rebelde, antecesor de las Fuerzas Armadas Revolucionarias (FAR) de Cuba.
En 1977 apareció en una estampilla de la serie Condecoraciones nacionales del correo de Cuba.
En 1986 fue sucedida por la Medalla del 30.º Aniversario de las Fuerzas Armadas Revolucionarias.

## Reglamento
El reglamento para la ejecución de la ley fue establecido por Decreto 3871 del mismo día. Ambos fueron publicado en la Gaceta Oficial del día siguiente. Una nueva reglamentación para la entrega de la medalla fue hecha por el Decreto-Ley N.º 9 del 29 de noviembre de 1977 y publicada al día siguiente en la Gaceta Oficial.
La condecoración se otorgó a militares, trabajadores y estudiantes que participaron en actividades internacionalistas y/o hayan acumulado méritos en el desarrollo y defensa de Cuba, así como a personalidades militantes de países amigos que continuamente hayan expresado solidaridad con la Revolución.
El organismo facultado para proponer su concesión esː el ministro de las Fuerzas Armadas Revolucionarias, siendo el  Consejo de Estado el organismo que tiene la facultad para otorgar las diferentes condecoraciones y títulos honoríficos que concede el estado cubano.
Su Reglamento no expresaba si se otorgaba o no con carácter póstumo.
La medalla se lleva en el lado izquierdo del pecho y, en presencia de otras órdenes y medallas de Cuba, se coloca inmediatamente después de la Medalla Conmemorativa XX Aniversario.
Cada medalla venía con un certificado del premio, este certificado se presentaba en forma de un pequeño folleto de cartón de 8 cm por 11 cm con el nombre del premio, los datos del destinatario y un sello oficial y una firma en el interior.

## Descripción
La medalla muestra en el anverso las imágenes en relive del Granma navegando sobre las olas del mar y al fondo se puede ver, también en relieve, una montaña que se alza solitaria sobre el mar; resaltado con esmaltes de colores rojo y azul, ondea en la popa del yate, la bandera cubana; en la parte superior de la medalla y a ambos lados de la montaña están inscriptos los años «1956» y «1976». 
En el reverso de la medalla está representado en relieve el escudo nacional cubano y a lo largo de la circunferencia de la medalla, la inscripción en relieve en letras prominentes «República de Cuba» en la parte superior y «Fuerzas Armadas Revolucionarias» en la parte inferior. 
La cinta de la medalla es verde olivo en el centro, hacia los bordes siguiéndole delgados trazos blancos y luego iguales franjas rojas y negras.

## Galardonados
Lista parcial de las personas que recibieron la Medalla Conmemorativa XX Aniversario de las Fuerzas Armadas Revolucionariasː
- Comandante en Jefe Fidel Castro (1976).[5]
- Líider de la Unión Soviética Leonid Brézhnev (1976),[6]
- Celia Sánchez (1977),[7]
- Vilma Espín (1977),
- Haydée Santamaría (1977),[8]
- Piloto de combate soviético Aleksandr Pokryshkin (1977),[9]
- Blas Roca (1978),[10]
- Melba Hernández (1978),[11]
- Carlos Rafael Rodríguez (1979),[12]
- Félix Galván López (1980),[13]
- Ricardo Cházaro Lara (1981)[14]
- Jesús Montané.[15]